# Рог Старой Планины
Рог Ста́рой Планины́ (болг. Старопланинския рог) — уникальный природно-географический район Болгарии, охватывающий территорию четырёх общин на северо-востоке Бургасской области (Айтос, Руен, Несебыр и Поморие). Район сочетает в себе географические и климатические особенности Чёрного моря и врезающихся в него Балканских гор. Болгары обычно именуют Балканский хребет — Старой Планиной. Рог Старой Планины прославлен своими минеральными богатствами (в том числе йодированной солью Помория), виноградниками и экологической чистотой. На южном побережье Рога Старой Планины в 1958 г. был основан прославленный международный курорт Солнечный берег (болг. Слънчев бряг).

## Географический профиль Рога Старой Планины
Рог Старой Планины расположен в Юго-восточной Болгарии, на территории области Бургас. Включает муниципалитеты Поморие, Несебыр, Айтос и Руен, с общей площадью свыше 1800 кв. км. На востоке район имеет широкий выход к Чёрному морю, на севере и северо-западе включает южные скаты хребта Стара-Планина и часть забалканских полей, долины рек Айтоска и Луда-Камчия, а также Бургасскую низину. Для южной части характерен равнинный рельеф, в средней части — холмистый рельеф, а в северной — типично горный (Старопланинская сеть).
Ныне через данный район проходит одна из основных транс-европейских транспортных артерий TEN-T VIII — Дуррес — Тирана — Кафтан/Kaфасан — Скопье — Деве-Баир — Гюешево — София — Пловдив — Бургас — Варна.

## Рельеф района
Рельеф района, включающего побережье Бургасского залива, юго-восточный отрог хребта Стара-Планина и Бургаскую низину, отличается разнообразием. Территория муниципалитета Айтос занята южными отрогами невысокой горы Айтоска-Планина (до 700 м), чьи склоны на юге постепенно снижаются и сливаются с Айтоским полем. Гора Мандрабаир достигает высоты 621 м.
На территории муниципалитета Несебыр в Чёрное море врезается мыс Эмине (Емине, Эмине-Бурун), представляющий собой (фигурально выражаясь) остриё Рога Старой Планины, крайнюю точку хребта Эмине-Балканы (Емине-Балканы), Эмине-даг (Емине-даг) или Эминска-Планина (Еминска-Планина). Эмине представляет собой почти отвесную 60-метровую скалу в окружении сотни подводных и выступающих над водой скал. Название его происходит от древнегреческого имени Старой Планины (на всём её протяжении): Аемон. Мыс Эмине представляет собой 60-метровую скалу, сложенную из вулканических порфиров.
Для рельефа муниципалитета Поморие характерны широкие прибрежные террасы и холмистые предгорья, с высотой над уровнем моря 300—350 м. Город Поморие (древнегреческий Анхиалос) расположен на узком скалистом полуострове, углубленном на 3.5 км в Чёрном море. В муниципалитете Руен часть территории отличается равнинным рельефом, но в его же границы попадают и южные склоны Старой Планины. Долины рек Луда-Камчия и Хаджийска имеют среднюю высоту над уровнем моря 302 метра. 

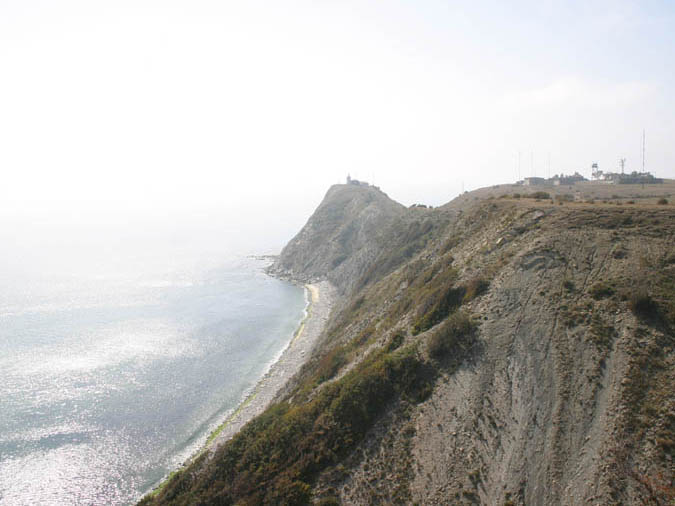
Мыс Эмине — остриё Рога Старой Планины

## Исторические судьбы Рога Старой Планины
Мыс Эмине — это 60-метровая скала, сложенная из вулканических порфиров. На ней в античные времена стоял храм Зевса.
Здесь могучая Старая Планина, как обычно именуют болгары Балканский хребет, врезается в Чёрное море! Врезается остриём главного из отрогов своих — Рога Старой Планины (Старопланинския рог). Здесь родился фракийский царь Рез, союзник троянцев, убитый Одиссеем. И здесь некий древний стратег, чьё имя давно истёрлось из памяти людской, воздвиг замок Эмона, он же — Аристеум. Много веков отражался могучий замок в черноморских водах. И доныне к замку, которого давно уже нет, ведёт узкая грунтовая дорога.
Крепость Эмона или Емона имела репутацию неприступной. В Х — XVIII веках здесь был монастырь Святого Николая, а сегодня находится маяк. Он служит главным ориентиром для судов, которые стараются обходить этот мыс стороной. Ибо на расстоянии в несколько сот метров от него в море встречаются десятки острых утёсов, отправивших на дно морское не один корабль…
2 августа 1790 года, в виду монастыря, русский бриг греческой постройки «Панагия Апотуменгано», состоявший под командованием лейтенанта Ильи Звороно, загнал на рифы и сжёг турецкую шебеку.

Мимо мыса Эмине «вьётся лентою дорога», по которой Дарий Гистасп шёл на север: покорять скифов. В 1829 году этой же дорогой проследовала из Мизии на юг, во Фракию, одна из колонн армии графа Дибича: громить турок. 
Балканы, считавшиеся непроходимыми в течение стольких веков, пройдены в три дня, и победоносные знамёна Вашего Величества развеваются на стенах Миземврии, Ахиолы и Бургаса, среди населения, которое встречает наших храбрецов как освободителей и братьев!
 — докладывал Дибич Николаю I. В том же году Дибич стал Дибичем-Забалканским и генерал-фельдмаршалом!
В 1337-1400 годах Рог Старой Планины входил в состав Добруджанского (Карвунского) княжества, в дальнейшем порабощённого турками-османами. Во времена Турецкого ига на Стара-Планине находили убежище сотни тысяч болгар: они строили здесь сёла и городки, которые находились далеко в стороне от главных военных и административных центров турок. Неприступные Балканские горы подчас служили надёжным укрытием для патриотов-хайдутов (гайдуков). В 1854 году, во время Крымской войны, здесь оперировала повстанческая чета Георгия Раковского.
После освобождения в 1877-1878 гг. основного массива Болгарских земель, Рог Старой Планины вошёл в состав Восточной Румелии, искусственного государственного образования. В 1883 году здесь была сформирована 11-я Айтоская дружина милиции Восточной Румелии (командир — майор Сава Муткуров). В 1885 году, при активном участии Айтоской дружины, Восточная Румелия вошла в состав Болгарского княжества. В 1914 году в эти края — главным образом в Айтос, Поморие и Свети-Влас — переселилось много малоазийских болгар, которым грозило истребление в Турции.

## Климат района
Преобладающий тип климата в районе — умеренно континентальный. Среднегодовая температура колеблется от 8 °C до 12,6 °C. Район характеризуется мягкой зимой, из-за своей близости к морю, средняя температура в январе остается положительной. В течение летних месяцев температура колеблется от 23 °C до 25 °C. Весна приходит позже, а осень долгая. На востоке сильное влияние оказывает Чёрное море со специфическим проявлением ветровой циркуляции. Перед восходом солнца воздух насыщен озоном и отрицательными ионами, ультрафиолетовыми лучами и водяными парами, что способствует лечению верхних дыхательных путей. Этот тип климата благоприятствует термофильным культурам. 

## Гидрография района
В гидрографическом отношении Айтосский край распределяется между речной долиной реки Камчии и несколькими небольшими речками, которые впадают непосредственно в Чёрное море. Водные ресурсы региона формируются реками Луда-Камчия, Хаджийска, Айтоска, Ахелой и их притоками. Наибольшее значение для региона имеет река Айтоска. Она берет своё начало на южных склонах горы Малка-Айтоска-Планины, к западу от села Тополица, и после прохождения через Айтосское поле, впадает в озеро Бургас. Длина реки составляет 32,5 км, а вода используется в основном для орошения. Вдоль её левого берега от города Айтос и до устья проходит часть живописного маршрута железнодорожной линии София-Бургас. Район богат подземными водами. Основное значение для региона имеет озеро Поморийское. По своей сущности оно представляет сверхсоленую лагуну с площадью 760.83 га. Озеро расположено на территории муниципалитета Поморие. Из него добывается морская соль на базе испарения морской воды. Озеро является естественной средой лечебной грязи, богатой минералами и микроэлементами. Месторождение имеет высокую минерализацию. С 2001 г. озеро является охраняемой территорией, в соответствии с болгарским законодательством. Большим водным богатством отличаются окрестности города Айтос. Подземные воды имеются в урочищах Омарлията, Леската и Герена. Область богата минеральными водами. Издревле прославили этот регион лечебные минеральные источники в 15 км к востоку от Айтоса. Это — известный римлянам источник Акве-Калиде («Горячие воды»), нынешние Бургаские минеральные бани. Между Айтосом и село Пирне тоже существовал минеральный источник и лечебные бани. В северной части Айтоского поля, по линии разлома, находятся также нескольких минеральных источников: «Миризливата чешма» при селе Шиварово и ещё три при селах Череша, Ябылчево и Соединение. Минеральная вода есть и в районе села Сыдиево (её расфасовывают в бутылки для питья). Из глубокой скважины у села Поляново струится геотермальная вода с дебитом 30 л/сек. и температурой 51 °C. Анализы показывают, что она не подходит для питья, но имеет исключительно хорошие лечебные качества. На территории муниципалитета Поморие открыты три месторождения горячих минеральных вод: у села Медово, у села Каменар и у города Ахелой. 

## Флора района
Густые лиственные леса занимают 20 % площади района. Первостепенное значение имеют муниципалитеты Айтос и Руен, которые попадают в зону равнинных и горных дубовых лесов. Преобладающие древесные породы с экономическим предназначением следующие: чёрная сосна, белая сосна, дуб Фрайнетто, австрийский дуб, зимний дуб, косматый дуб, граб, липа, акация. Встречаются лианы. А на территории муниципалитета Айтос, в местности «Трите Братя», находится единственное в Болгарии месторождение колючего астрагала. Айтос изобилует яблоневыми садами. Русский художник Г. П. Полевой посвятил им картину «Болгария. Яблоки Айтоса».

## Фауна района
Фауна в регионе весьма разнообразна, как с точки зрения млекопитающих, так и по отношению к птицам. Здесь есть много диких кабанов, волков, лис, оленей, а в поле — кролики, ласки, ежи. Из рептилий встречаются змеи и ящерицы.
Восточноевропейский небесный путь — «Виа Понтика» перелётных птиц — проходит через Поморийское озеро, которое является естественным местом гнездования перелётных птиц, в большом разнообразии. Через район города Айтос тоже проходит птичий маршрут. B 1997 г. на мысу Эмине основана Международная Орнитологическая станция.
Весной здешние леса заполнены певчими птицами — это соловьи, скворцы, дрозды, кукушки. Только здесь встречается редкий для страны вид — чёрный стриж. Из воробьев наиболее часто встречаются домашний воробей, польский воробей, овсянки (серая, жёлтая, черноголовая), распространены массово зерноядные птицы — такие, как щегол, зеленушки, коноплянки и многие другие. Здесь живут ещё перепел, горлица, жаворонок, куропатка, фазан. Орел встречается все реже. Гнёзда курганника встречаются между Айтосом и Лясково, а малого подорлика — близ самого Айтоса. Между сёлами Мыглен и Сыдиево наблюдается и чёрный аист в его период гнездования. 
В XIX веке изобилие и разнообразие айтосских птиц высоко оценил Садык-паша Чайковский — политический фантазёр, страстный охотник и вдумчивый натуралист. В мемуарах и беллетристике Садык-паши не раз упоминаются Айтос и его окрестности...

## Заповедники Рога Старой Планины
На территории района расположены следующие заповедники:
- «Поморийско езеро»,
- «Корията»,
- «Добровански гыби»,
- «Мыс Эмине»,
- «Блатно кокиче» (в переводе: белоцветник, болотный подснежник) и
- «Поморие» в муниципалитете Поморие, а также -
- «Трите цера»,
- «Вековният цер» и
- «Профессор» (площадь 5 га, скальное образование) в муниципалитете Руен.

## Морской транспорт в районе
Крупнотоннажный морской транспорт имеется только в портах Поморие и Несебыр. Однако, весьма многочисленны пассажирские кораблики и яхты, рыболовные лодки.

## Автомобильный и железнодорожный транспорт района
Длина муниципальных дорог на территории муниципалитета Поморие — 150,3 км, из них только 11 % являются первоклассными дорогами. Наибольшую значимость имеет транспортный коридор Дуранкулак — Варна — Бургас — М. Тырново. Транспортное направление Бургас — Каблешково — Дюлинский проход — второе по значению. Через территорию муниципалитета Айтос проходит первоклассная дорога София — Бургас и второклассная — на гор. Провадия (Варна). Остальные дороги — четвероклассные с общей длиной 98,20 км, их состояние удовлетворительно. Через муниципалитет проходит ж. д. линия София — Бургас. Дорожная сеть в муниципалитете Руен имеет общую длину 203 км, причем 76 км. — третьего класса, а остальные — четвероклассные. Основная дорожная артерия — это дорога III-701 Силистра — Тервел — Айтос, связующая муниципалитет с национальной дорожной сетью. Большое значение имеют дороги Руен — Просеник — Горица и Просеник — Рыжица — Айтос, которые представляют дорожную связь с муниципалитетами Айтос, Поморие и Несебыр.